# Notonemoura lynchi
Notonemoura lynchi är en bäcksländeart som beskrevs av Joachim Illies 1975. Notonemoura lynchi ingår i släktet Notonemoura och familjen Notonemouridae. Inga underarter finns listade i Catalogue of Life.